# Biblioteca Municipal de Bidebarrieta
La Biblioteca Municipal de Bidebarrieta es una biblioteca ubicada en la calle Bidebarrieta del Casco Viejo de la villa de Bilbao, muy próxima al Teatro Arriaga. Fue diseñada en estilo ecléctico por el arquitecto bilbaíno Severino Achúcarro.

## Historia
El edificio, un claro exponente del eclecticismo, fue construido entre 1888 y 1890 por el arquitecto bilbaíno Severino de Achúcarro como sede de la sociedad recreativa-cultural "El Sitio", fundada en honor de los defensores de Bilbao durante las guerras Carlistas, pasando a ser biblioteca desde 1956.
Las inundaciones de Bilbao de 1983 la dañaron gravemente, motivo por lo que estuvo cerrada durante cinco años, reabriendo en 1988.

### Rehabilitación
En julio de 2015, y durante los meses siguientes, se inició un proceso de rehabilitación de la fachada principal del edificio.